# Turbina (film)
Turbina (cz. Turbina) – czeski czarno-biały film dramatyczny w reżyserii i według scenariusza Otakara Vávry, zrealizowany w 1941 w Protektoracie Czech i Moraw. Adaptacja wydanej w 1916 powieści Karela Matěja Čapka-Choda pod tym samym tytułem.

## Obsada
- František Smolík jako Ullik
- Lída Baarová jako Tynda
- Vlasta Matulová jako Marie
- Rudolf Hrušínský jako Bohumil zwany Bonďa
- Meda Valentová jako ciotka Rézi
- Eduard Kohout jako Artuš Fabian
- Marie Glázrová jako Žofka Pečulíková
- Jaroslav Vojta jako Nezmara
- Vítězslav Vejražka jako Václav, syn Nezmary
- Karel Höger jako dr Arnošt Zouplna, asystent w obserwatorium
- Jindřich Plachta jako szewc Zouplna, ojciec Arnošta
- Vladimír Majer jako inż. John Mour
- Marie Brožová jako Májová, nauczycielka śpiewu
- Karel Dostal jako dr König, krytyk muzyczny
- Božena Svobodová jako Boguslawská
- Vojta Novák jako prokurent firmy Ullik
- Anna Gabrielová jako służąca Ullika
- Růžena Gottliebová jako pracownica piekarni
- Stanislava Strobachová jako pracownica piekarni
- Elsa Vetešníková jako pracownica piekarni
- F. X. Mlejnek jako klient w kawiarni
- Jan Černý jako akcjonariusz
- Vladimír Smíchovský jako podatnik
- František Filipovský jako kwestujący na cele charytatywne
- Viktor Nejedlý jako kamerdyner w teatrze
- Marie Oliaková jako widz